# Newness
Newness és una pel·lícula dramàtica de 2017 dirigida per Drake Doremus, basada en un guió de Ben York Jones i protagonitzada per Nicholas Hoult i Laia Costa.
Va ser estrenada en el Festival de Cinema de Sundance el 25 de gener de 2017.

## Sinopsi
Martin i Gabi es coneixen per mitjà d'una xarxa social i comencen una relació amorosa. Decideixen tenir una relació oberta i transparent, on no existeixen secrets i les coses es compliquen; Martin té algunes ferides obertes d'una relació passada. Gabi no és capaç de controlar el tipus de relació que ella mateixa va voler crear entorn de Martin.

## Repartiment
- Nicholas Hoult com Martin Hallock.
- Laia Costa com Gabi Silva.
- Danny Huston com Larry Bejerano.
- Courtney Eaton com Blake Beeson.
- Matthew Gray Gubler com Paul.
- Pom Klementieff com Bethany.
- Albert Hammond Jr. com Roland.
- Jessica Henwick com Joanne.
- Esther Perel com ella mateixa.
- Maya Stojan com Quinn.